# Fuqiao (köpinghuvudort i Kina, Jiangsu Sheng, lat 31,60, long 121,21)
Fuqiao är en köpinghuvudort i Kina. Den ligger i provinsen Jiangsu, i den östra delen av landet, omkring 230 kilometer öster om provinshuvudstaden Nanjing. Antalet invånare är 102 283. Befolkningen består av 47 980 kvinnor och 54 303 män. Barn under 15 år utgör 9,0 %, vuxna 15-64 år 76 %, och äldre över 65 år 14,0 %.
Närmaste större samhälle är Shaxi, 14,7 km väster om Fuqiao. Trakten runt Fuqiao består till största delen av jordbruksmark.
Genomsnittlig årsnederbörd är 1 510 millimeter. Den regnigaste månaden är augusti, med i genomsnitt 205 mm nederbörd, och den torraste är januari, med 45 mm nederbörd.